# احوال شخصیه
احوال شخصیه مجموعه‌ای از اوصاف مربوط به شخصیت انسان صرف‌نظر از شغل و مقام او در اجتماع است که قابل تقویم و مبادله به پول نبوده و از حیث حقوق مدنی آثاری بر آن‌ها تعلق می‌گیرد. همچون هویت، ازدواج، طلاق و نسب
احوال شخصیه از وضعیت و اهلیت تشکیل می‌شود. وضعیت شامل اوصافی است که حقوق و تکالیفی برای انسان ایجاد می‌کند مانند سن، جنس، ملیت و تجرد یا تأهل. اهلیت نیز توانائی قانونی شخص برای دارا شدن یا اجرای حق گفته می‌شود. اهلیت با وضعیت در ارتباط است و معمولاً از آن سرچشمه می‌گیرد؛ مثلاً صغیر ممکن است حق ازدواج یا طلاق را نداشته باشد یا اتباع کشورهای خارجی حق برخی از فعالیت‌های اقتصادی و سیاسی را نداشته باشند.
احوال شخصیه معمولا در حقوق بین الملل خصوصی کاربرد زیادی دارد و در بسیاری از مسائل به کار گرفته می شود .

## قانون حاکم بر احوال شخصیه
احوال شخصیه از اصطلاحات حقوق معاصر و ابداعات نویسندگان قانون مدنی فرانسه است. تا پیش از انقلاب فرانسه و تدوین کد ناپلئون، اقامتگاه شخص قوانین حاکم بر احوال شخصیه را تعیین می‌کرد، ولی پس از آن با پیدایش نظریه تابعیت در بسیاری از کشورها به اشخاص خارجی اختیار پیروی از قوانین کشور متبوعشان در احوال شخصیه داده شد.
امروزه در برخی از کشورها قانون حاکم بر احوال شخصیه، قانون دولت متبوع شخص و در برخی دیگر قانون کشوری است. در کشورهایی چون رومانی، اسپانیا، پرتغال، ایتالیا، مجارستان، شیلی، پرو، کلمبیا و ونزوئلا، سوریه و مصر قانون ملی حاکم بر احوال شخصیه است. اما در انگلستان، آمریکا، سوئیس، نروژ، دانمارک، اروگوئه، آرژانتین و برزیل قانون اقامتگاه بر احوال شخصیه حاکم است. کشورهای پیرو نظام کامن لا عموماً پیرو نظریهٔ اقامتگاه می‌باشند.
در ایران نیز اتباع کشورهای دیگر از نظر احوال شخصیه و اهلیت و قوانین مربوط به ارث تابع قوانین دولت متبوع خود هستند. علاوه بر این برای برخی از اقلیت‌های مذهبی نیز این استثنا رعایت می‌شود و آنان تابع قوانین مذهب خود هستند. مسلمانان حنفی، شافعی، مالکی، حنبلی و زیدی و همچنین مسیحیان، کلیمیان و زرتشتیان از این امتیاز برخوردارند. در قانون احوال شخصیه اهل تشیع افغانستان وضعیت مشابهی در مورد شیعیان این کشور اعمال شده‌است.